# Landon Slaggert
Landon Slaggert, född 25 juni 2002, är en amerikansk professionell ishockeyforward som spelar för Chicago Blackhawks i National Hockey League (NHL).
Han har tidigare spelat för Notre Dame Fighting Irish i National Collegiate Athletic Association (NCAA) och Team USA i United States Hockey League (USHL).
Slaggert draftades av Chicago Blackhawks i tredje rundan i 2020 års draft som 79:e spelare totalt.

## Statistik
| 2016–2017   | Chicago Mission U14       | HPHL        | 20  | 6  | 10 | 16 | 10 | — | — | — | — | — |
| 2017–2018   | Chicago Mission U16       | HPHL        | 20  | 8  | 12 | 20 | 0  | — | — | — | — | — |
| 2018–2019   | Team USA                  | USHL        | 30  | 6  | 8  | 14 | 16 | — | — | — | — | — |
|             | U.S. National U17 Team    |             | 48  | 10 | 14 | 24 | 56 | — | — | — | — | — |
|             | U.S. National U18 Team    |             | 3   | 0  | 0  | 0  | 2  | — | — | — | — | — |
| 2019–2020   | Team USA                  | USHL        | 19  | 6  | 4  | 10 | 14 | — | — | — | — | — |
|             | U.S. National U18 Team    |             | 47  | 13 | 11 | 24 | 32 | — | — | — | — | — |
| 2020–2021   | Notre Dame Fighting Irish | NCAA        | 25  | 8  | 14 | 22 | 10 | — | — | — | — | — |
| 2021–2022   | Notre Dame Fighting Irish | NCAA        | 40  | 12 | 14 | 26 | 39 | — | — | — | — | — |
| 2022–2023   | Notre Dame Fighting Irish | NCAA        | 35  | 7  | 6  | 13 | 14 | — | — | — | — | — |
| 2023–2024   | Chicago Blackhawks        | NHL         | 1   | 0  | 0  | 0  | 0  | — | — | — | — | — |
|             | Notre Dame Fighting Irish | NCAA        | 36  | 20 | 11 | 31 | 10 | — | — | — | — | — |
| NHL totalt  | NHL totalt                | NHL totalt  | 1   | 0  | 0  | 0  | 0  | — | — | — | — | — |
| NCAA totalt | NCAA totalt               | NCAA totalt | 136 | 47 | 45 | 92 | 73 | — | — | — | — | — |
| USHL totalt | USHL totalt               | USHL totalt | 49  | 12 | 12 | 24 | 30 | — | — | — | — | — |

### Internationellt
| Källa: Uppdaterad: 2024-03-16 | Källa: Uppdaterad: 2024-03-16 | Källa: Uppdaterad: 2024-03-16 |         | Utv = Utvisningsminuter | Utv = Utvisningsminuter | Utv = Utvisningsminuter | Utv = Utvisningsminuter | Utv = Utvisningsminuter |
| År                            | Lag                           | Mästerskap                    | Matcher | Mål                     | Assists                 | Poäng                   | Utv                     |                         |
| ----------------------------- | ----------------------------- | ----------------------------- | ------- | ----------------------- | ----------------------- | ----------------------- | ----------------------- | ----------------------- |
| 2021                          | USA                           | JVM                           | 7       | 0                       | 0                       | 0                       | 12                      |                         |
| 2022                          | USA                           | JVM                           | 5       | 2                       | 4                       | 6                       | 0                       |                         |
| Junior totalt                 | Junior totalt                 | Junior totalt                 | 12      | 2                       | 4                       | 6                       | 12                      |                         |